# بلقاء (نبات)
البَلْقَاء أو الملالوكا أو الميلالوكا أو الميلالوقة أو الكجيبوت أو شجرة الشاي (الاسم العلمي:Melaleuca) هي جنس من النباتات تتبع الفصيلة الآسيّة من رتبة الآسيات. وصف هذا الجنس كارولوس لينيوس في عام 1767. الاسم العلمي اللاتيني مركب من كلمتين mela أي أسود وleuca أي أبيض، ومن هنا جاءت التسمية العربية البلقاء.

## أنواع البلقاء
يضم هذا الجنس 265 نوعاً مؤكداً من النبات.
- بلقاء إبريقية الشكل
- بلقاء إهليلجية
- بلقاء أليفة الجفاف
- بلقاء أليفة الكالسيوم
- بلقاء بنفسجية
- بلقاء بهيجة
- بلقاء توابلية
- بلقاء ثلاثية الأوراق
- بلقاء ثلاثية السنابل
- بلقاء ثنائية التثلم
- بلقاء ثنائية التحدب
- بلقاء جرداء
- بلقاء جميلة
- بلقاء حادة الأوراق
- بلقاء حرجية
- بلقاء حرشفية
- بلقاء حرشفية اللحاء
- بلقاء حريرية
- بلقاء حريفة الأوراق
- بلقاء خضراء الأزهار
- بلقاء خضراء مسودة
- بلقاء خلنجية الأوراق
- بلقاء خماسية العروق
- بلقاء خيطية الأوراق
- بلقاء رخوة الأزهار
- بلقاء رقيقة البذور
- بلقاء رملية
- بلقاء سنبلية كثيفة
- بلقاء سوارية
- بلقاء سويقية
- بلقاء شاحبة
- بلقاء شمالية
- بلقاء صدئة
- بلقاء صعترية الأوراق
- بلقاء صغيرة الأوراق
- بلقاء صغيرة الرأس
- بلقاء صغيرة السداة
- بلقاء صلبة الأوراق
- بلقاء طرفية الأزهار
- بلقاء طويلة السداة
- بلقاء عرموشية
- بلقاء غلوكية
- بلقاء فراشية
- بلقاء فضية
- بلقاء قرمزية
- بلقاء قرميدية
- بلقاء قصيرة الأوراق
- بلقاء قصيرة السبلات
- بلقاء قلبية
- بلقاء قلبية الأوراق
- بلقاء قلنسوية
- بلقاء قنابية
- بلقاء كايبوت
- بلقاء كبيرة الرأس
- بلقاء كثيرة الحراشيف
- بلقاء كثيفة
- بلقاء لاذعة
- بلقاء متباعدة الأزهار
- بلقاء متجمعة
- بلقاء متصلبة الأوراق
- بلقاء متعددة الروؤس
- بلقاء متلاحمة الأجزاء
- بلقاء متموجة
- بلقاء متناثرة الأزهار
- بلقاء متناسقة
- بلقاء محدودبة
- بلقاء مخططة
- بلقاء مخمسة
- بلقاء مرتفعة
- بلقاء مستدقة الطرف
- بلقاء مستملحة
- بلقاء مطوقة
- بلقاء معرقة
- بلقاء معوجة
- بلقاء مفغرة
- بلقاء مفلطحة الكأس
- بلقاء ملتوية
- بلقاء ملساء الثمار
- بلقاء ملعقية
- بلقاء مميزة
- بلقاء منخفضة
- بلقاء منظارية
- بلقاء مهدبة
- بلقاء ناعمة الحق
- بلقاء نبوتية الأوراق
- بلقاء نطاقية
- بلقاء نهرية
- بلقاء هرمية
- بلقاء وفيرة
- بلقاء ويلسونية
- بلقاء متبادلة الأوراق